# Sabine di Lallo
Sabine di Lallo (* 9. Juli 1994) ist eine Schweizer Biathletin.
Sabine di Lallo lebt in Ulrichen und startet für den Skiclub Obergoms. Sie besucht die Sportmittelschule in Brig. Seit 2013 gehörte sie dem Schweizer C-Nationalkader an. Neben Biathlonrennen bestreitet sie seit Ende 2010 auch ab und zu unterklassige FIS-Rennen im Skilanglauf.
Di Lallo gab ihr internationales Debüt bei den Juniorenweltmeisterschaften 2013 in Obertilliach und wurde 51. des Einzels, 21. des Sprints, 36. der Verfolgung und gewann als Schlussläuferin mit Tanja Bissig und Lena Häcki in der Schweizer Staffel die Bronzemedaille. Ein Jahr später kamen in Presque Isle die Ränge 42 im Einzel, 45 im Sprint und 39 in der Verfolgung hinzu, 2015 wurde sie in Minsk 49. des Einzels, 34. des Sprints und 58. der Verfolgung. Kurz zuvor nahm sie in Otepää erstmals an den Europameisterschaften teil. In den Einzelrennen startete sie bei den Juniorinnen und wurde 32. des Einzels, 49. des Sprints und 42. der Verfolgung. Für das Verfolgungsrennen wurde di Lallo an die Seite von Ladina Meier-Ruge, Susanna Meinen und Tanja Bissig in die A-Frauenstaffel der Schweiz berufen und erreichte mit dieser den überrundeten 15. Platz. 
Im März 2018 gewann sie mit dem Supersprint das finale Rennen des Alpencups auf der Pokljuka. Bis März 2021 nahm sie ununterbrochen an IBU-Cup-Rennen teil, ihre beste Platzierung kam dabei in Ridnaun Ende 2019, als sie Rang 13 im Supersprint erreichte. In der Saison 2021/22 bestritt sie bisher keine Wettbewerbe.